# David F. Johnson
David F. Johnson (auch David Frederic Johnson, * 21. August 1871 in Fayetteville, Washington County, Arkansas; † 21. Januar 1951 in Tucson, Pima County, Arizona) war ein US-amerikanischer Politiker (Demokratische Partei).

## Werdegang
Die Familie Johnson zog 1882 nach Texas. David F. Johnson verbrachte dort die folgenden 21 Jahre. Über seine Jugend ist nichts weiter bekannt. 1903 zog er in das Arizona-Territorium. Johnson wurde 1911 zum ersten State Treasurer von Arizona gewählt. Er bekleidete den Posten von 1912 bis 1915. Danach wurde er zum State Examiner ernannt. 1916 kandidierte er erfolgreich für eine weitere Amtszeit als State Treasurer von Arizona. Johnson bekleidete den Posten von 1917 bis 1919. Er saß dann von 1919 bis 1924 in der Arizona Corporation Commission. Nach der Volkszählung im Jahr 1940 lebte er mit seiner Ehefrau Edna (* 1878 in Texas) im Maricopa County (Arizona).